# Tiếng Thượng Sorb

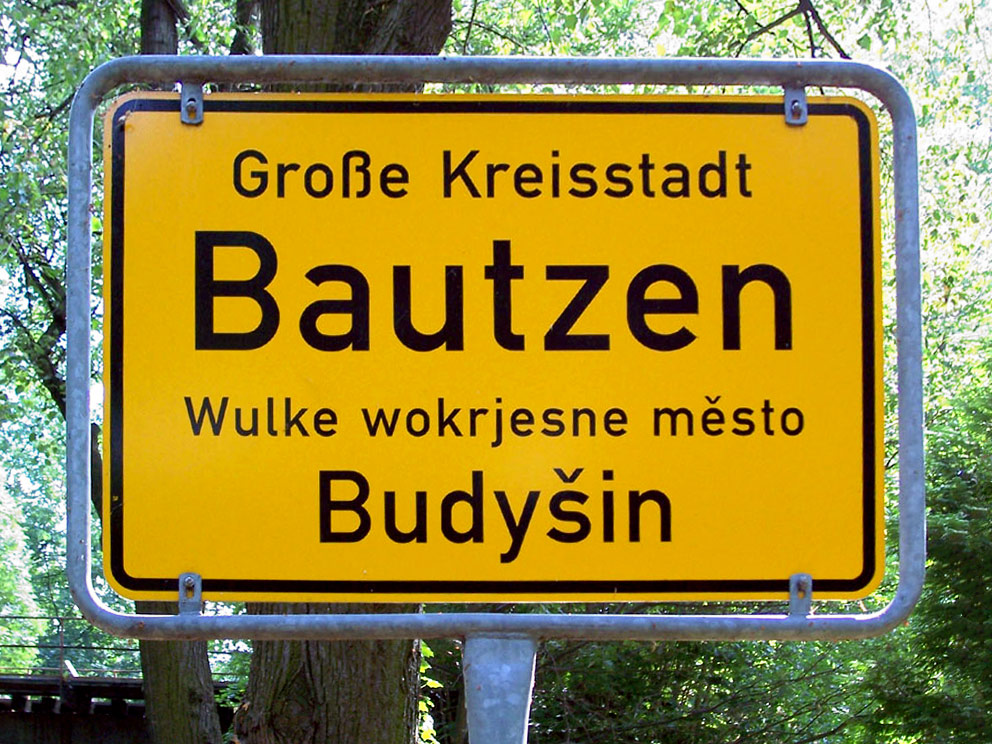
Một biển hiệu song ngữ ở Đức; phần dưới là bằng tiếng Thượng Sorb

Tiếng Thượng Sorb (hornjoserbšćina) là một ngôn ngữ thiểu số được nói bởi người Sorb ở Đức trong tỉnh lịch sử Thượng Lusatia, nay là một phần của Sachsen. Nó được nhóm vào nhóm ngôn ngữ Slav Tây, cùng với tiếng Hạ Sorb, tiếng Séc, tiếng Ba Lan, tiếng Slovak và tiếng Kashubia. Ước tính có khoảng 20.000 đến 25.000 người nói tiếng Thượng Sorb. Hầu như tất cả những người này sống ở bang Sachsen, chủ yếu ở quận Bautzen (Budyšin). Thành trì của ngôn ngữ là ngôi làng Crostwitz (Chrósćicy) và các đô thị xung quanh, đặc biệt là ở phía tây của nó. Trong khu vực cốt lõi này, tiếng Thượng Sorb vẫn là ngôn ngữ bản địa chiếm ưu thế.

### Từ điển
- (bằng tiếng Séc and tiếng Thượng Sorbia) Upper Sorbian dictionary with common phrases
- (bằng tiếng Đức and tiếng Thượng Sorbia) Upper Sorbian phraseology dictionary
- (bằng tiếng Đức and tiếng Thượng Sorbia) SorbWord
- (bằng tiếng Đức and tiếng Thượng Sorbia) Sorbian 'language practice' page at Leipzig University
- (bằng tiếng Đức and tiếng Thượng Sorbia) Sorbian information page at Leipzig University
- (bằng tiếng Đức and tiếng Thượng Sorbia) Wortschatz.de

#### Séc-Sorb và Sorb-Séc
- tại slvnik.vancl.eu

#### Đức-Sorb
- tại sibz.whyi.org
- tại Boehmak.de

#### Sorb-Đức
- tại Boehmak.de Lưu trữ ngày 20 tháng 1 năm 2021 tại Wayback Machine
- tại sibz.whyi.org